# Ugly Betty
Pour les articles homonymes, voir Betty.
Ugly Betty, ou Chère Betty au Québec, est une série télévisée américaine en 85 épisodes de 42 minutes développée par Silvio Horta, produite par Salma Hayek et diffusée entre le 28 septembre 2006 et le 14 avril 2010 sur le réseau ABC et en simultané au Canada sur Citytv. Il s'agit d'une adaptation de la telenovela colombienne Yo soy Betty, la fea de Fernando Gaitán.
En Belgique elle fut diffusée du 3 juin 2007 au 13 avril 2011 sur RTL-TVI, en Suisse du 28 octobre 2007 au 6 août 2011 sur TSR1 puis TSR2, au Québec et au Nouveau-Brunswick sur Radio-Canada du 7 avril 2008 au 19 août 2011 et en France depuis le 7 janvier 2008 sur TF1, depuis le 5 avril 2010 sur Gulli, depuis le 2 janvier 2012 sur NRJ 12, à partir du 5 janvier 2014 sur Chérie 25 et depuis le  29 août 2016 sur Téva. Elle est rediffusée en streaming sur M6 + depuis mars 2025.

## Synopsis
Betty Suarez n'est pas spécialement belle, mais elle est douce, intelligente et travaille dur. Dans un monde régi par les apparences, ses qualités sont invisibles. Pourtant, le Président de Meade Publications l'engage pour devenir l'assistante de son fils, Daniel, récemment promu à la tête d'un prestigieux magazine de mode. Il espère ainsi obliger son futur successeur à s'intéresser davantage à son travail plutôt qu'à la gent féminine. Si au début leur association est explosive, ils vont bientôt devenir une paire redoutable...

## Distribution

### Acteurs principaux
- America Ferrera (VF : Marie Giraudon) : Betty Suarez
- Eric Mabius (VF : Anatole de Bodinat) : Daniel Meade
- Tony Plana (VF : François Dunoyer) : Ignacio Suarez
- Ana Ortiz (VF : Véronique Alycia) : Hilda Suarez
- Becki Newton (VF : Agnès Manoury) : Amanda Tanen
- Mark Indelicato (VF : Victor Naudet) : Justin Suarez
- Vanessa Williams (VF : Isabelle Leprince) : Wilhelmina Slater
- Michael Urie (VF : Damien Witecka) : Marc St James[note 1]
- Ashley Jensen (VF : Blanche Ravalec) : Christina McKinney (saisons 1 à 3 - invitée saison 4)
- Alan Dale (VF : Michel Derville) : Bradford Meade (saisons 1 et 2)[note 2]
- Rebecca Romijn (VF : Chantal Baroin) : Alexis Meade (saisons 1 et 2 - récurrente, saison 3)[note 3]
- Kevin Sussman (VF : Gérard Malabat) : Walter (saison 1)[note 4]
- Christopher Gorham (VF : Axel Kiener) : Henry Grubstick (saison 2 - récurrent, saison 1 - invité, saisons 3 et 4)
- Judith Light (VF : Monique Thierry) : Claire Meade (saisons 2 à 4 - récurrente, saison 1)
- Daniel Eric Gold (VF : Cédric Dumond) : Matt Hartley (saison 4 - récurrent saison 3)[note 5]

Photos des acteurs principaux
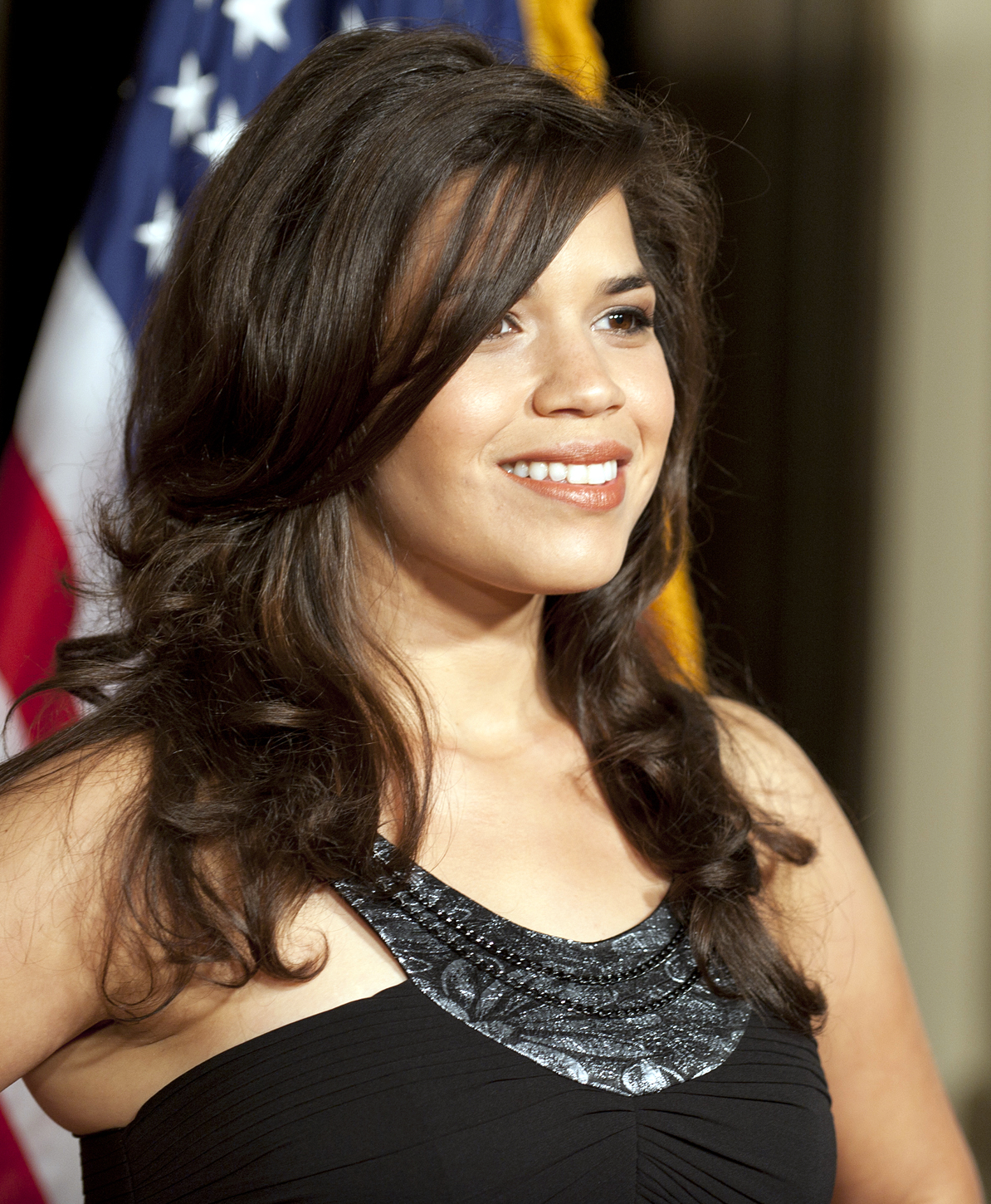
America Ferrera interprète Betty Suarez
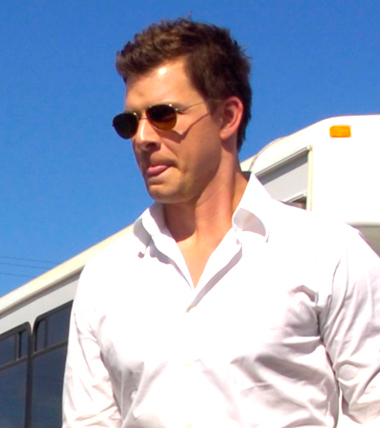
Eric Mabius interprète Daniel Meade
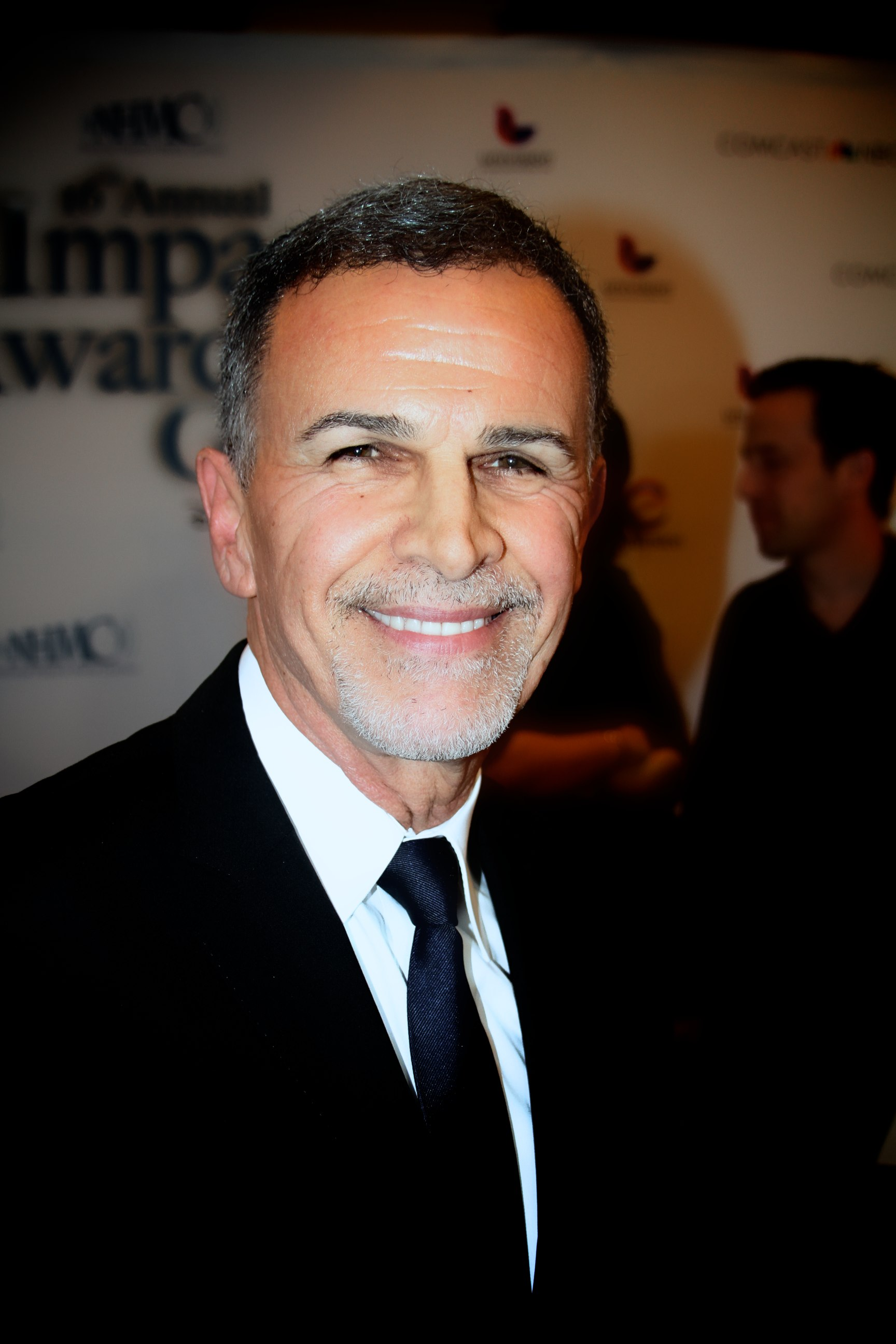
Tony Plana interprète Ignacio Suarez
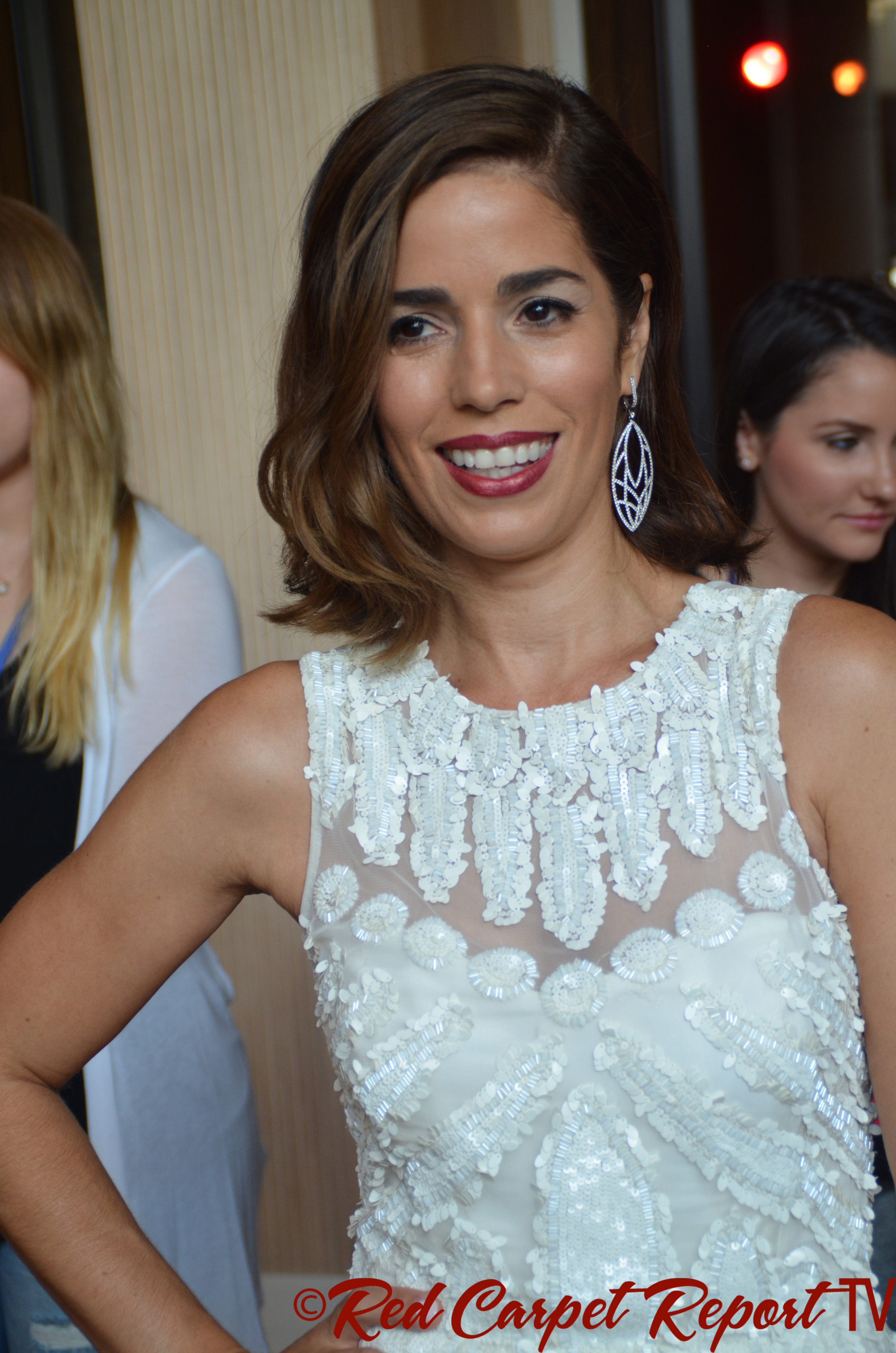
Ana Ortiz interprète Hilda Suarez
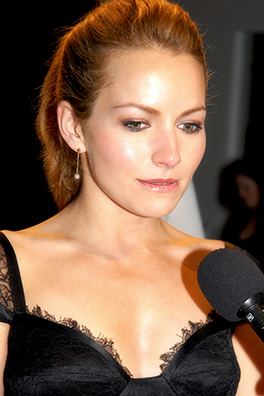
Becki Newton interprète Amanda Tanen
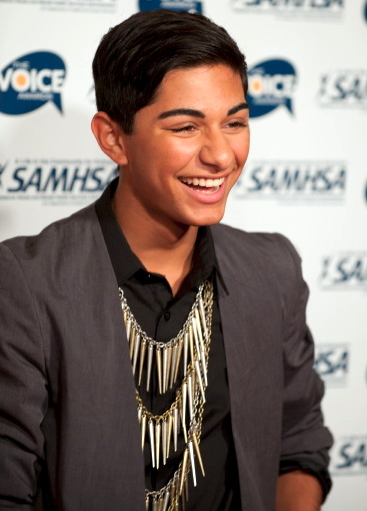
Mark Indelicato interprète Justin Suarez
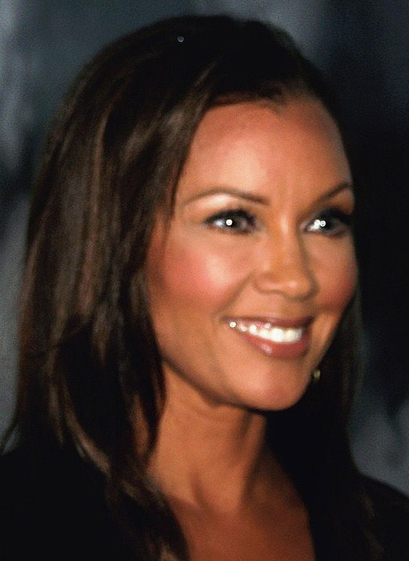
Vanessa Williams interprète Wilhelmina Slater
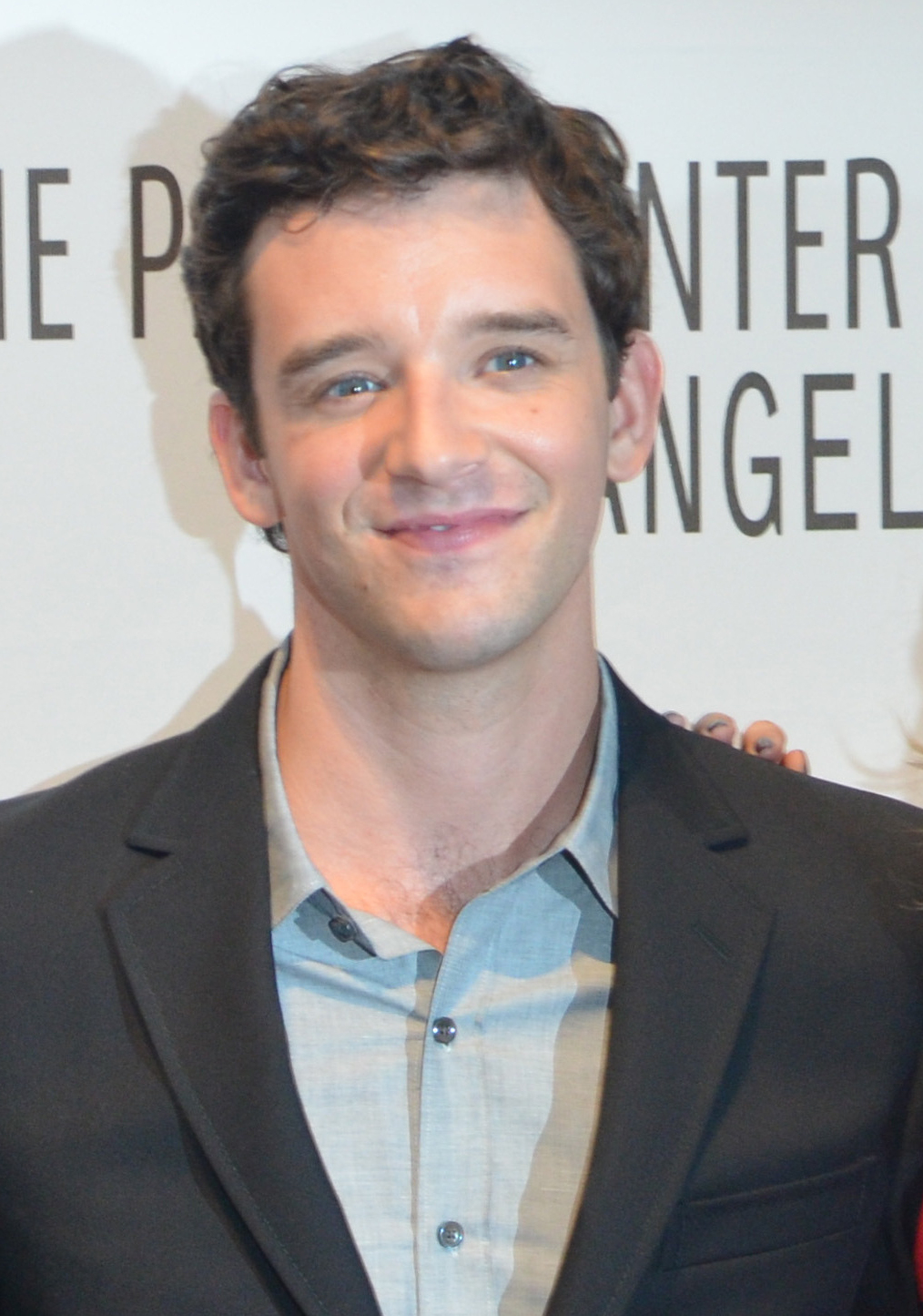
Michael Urie interprète Marc St James
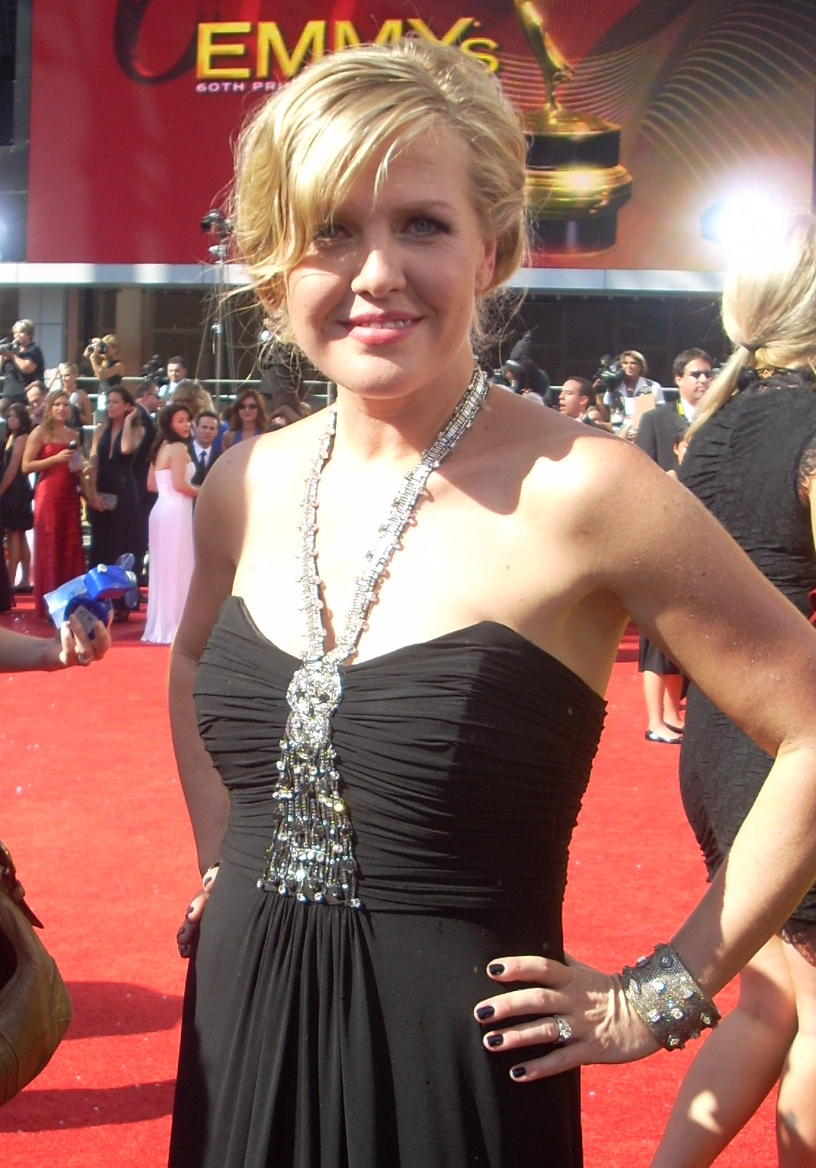
Ashley Jensen interprète Christina McKinney
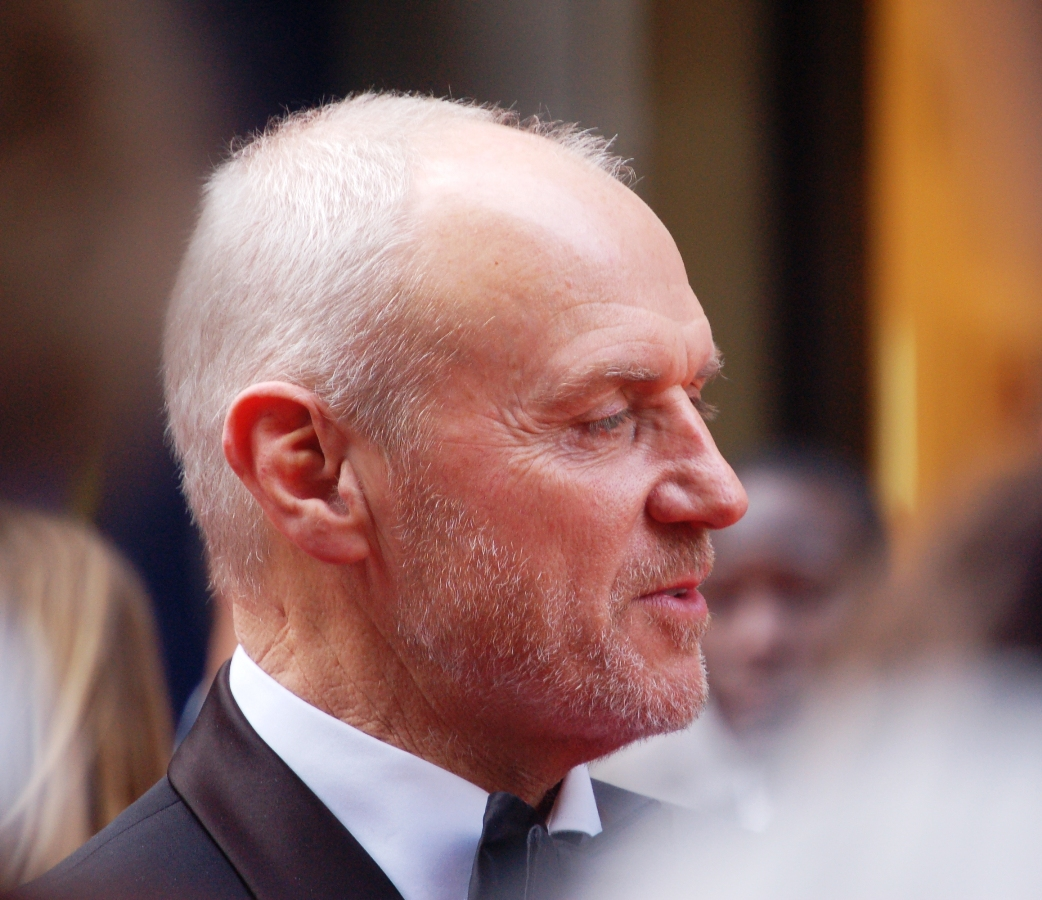
Alan Dale interprète Bradford Meade
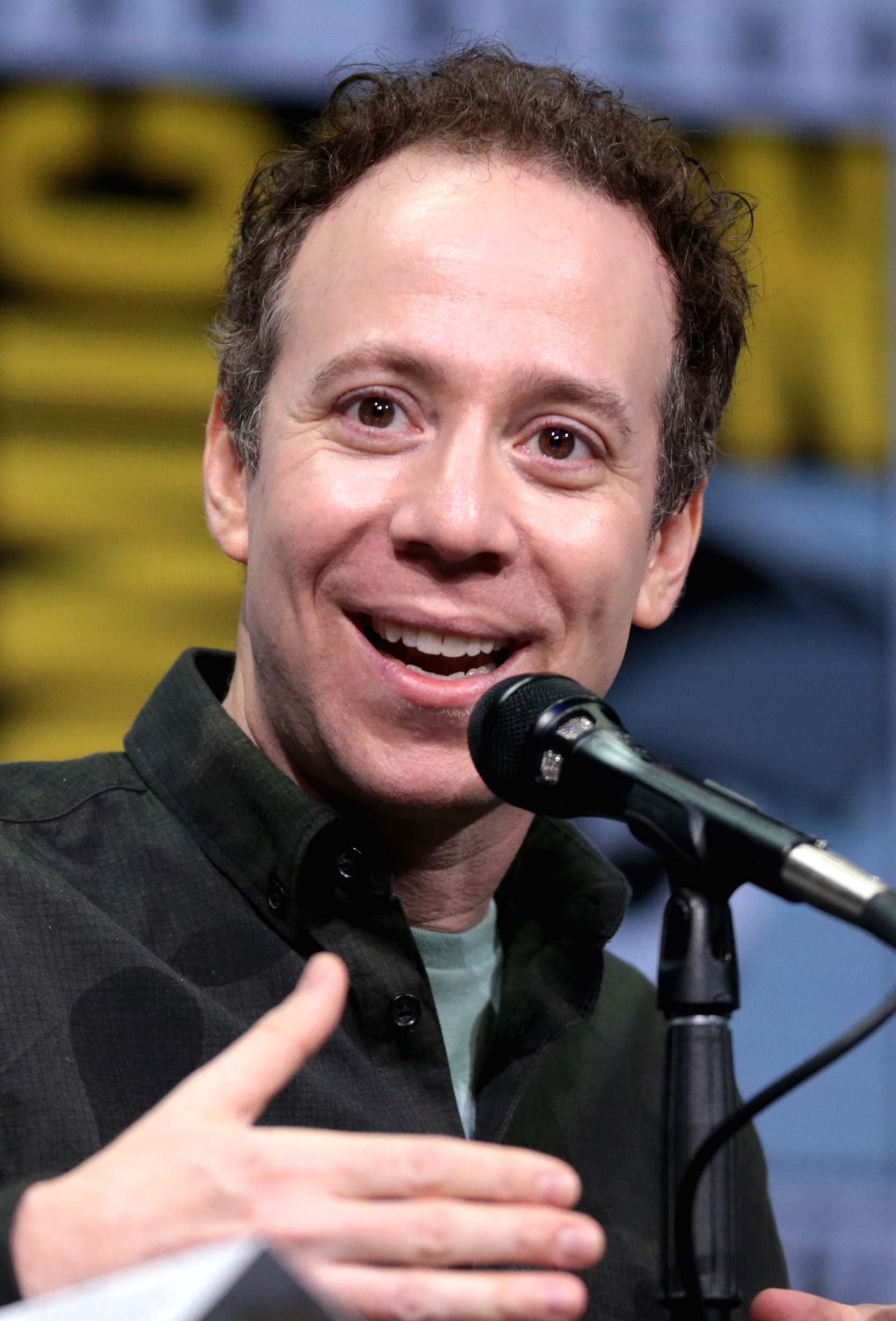
Kevin Sussman interprète Walter
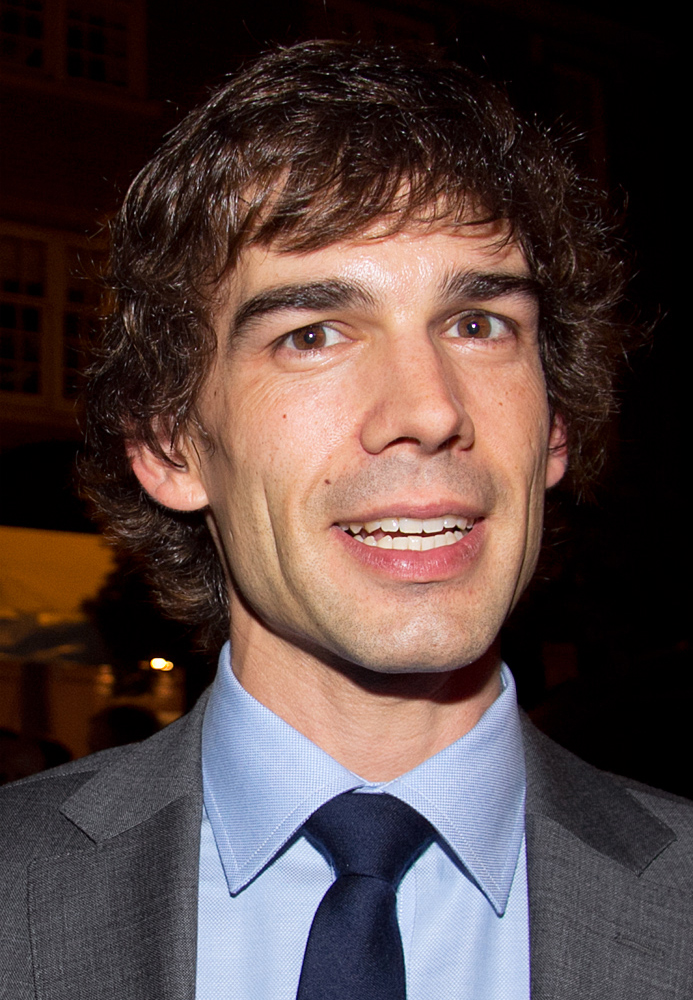
Christopher Gorham interprète Henry Grubstick
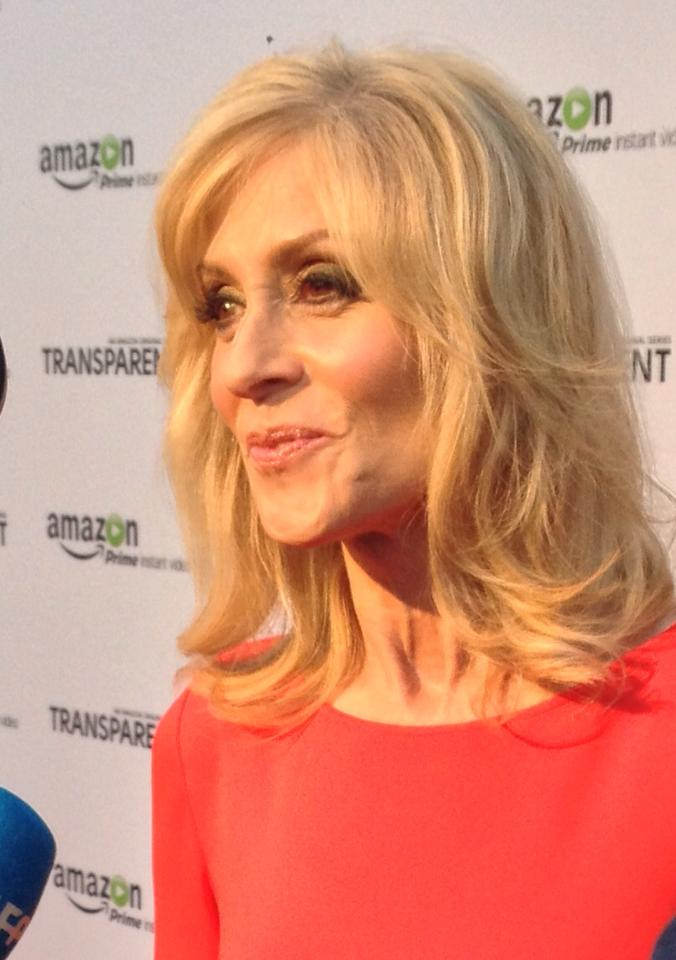
Judith Light interprète Claire Meade

### Acteurs secondaires
- Sarah Lafleur (VF : Laurence Bréheret) : Molly (2008-2009)
- Ava Gaudet (VF : Véronique Desmadryl) : Gina Gambarro (5 épisodes, 2006-2008)
- Gina Gershon (VF : Gabriella Bonavera) : Fabia (3 épisodes, 2006-2007)
- Stelio Savante : Steve (8 épisodes, 2006-2007)
- Jowharah Jones (VF : Brigitte Bergès) : Nico Slater #1 (3 épisodes, 2006)
- Yaya DaCosta (VF : Brigitte Bergès) : Nico Slater #2 (7 épisodes, 2009)
- Brett Cullen (VF : Lionel Tua) : Ted LeBeau (3 épisodes, 2006-2007)
- Kevin Alejandro (VF : Renaud Marx) : Santos Reynoso (8 épisodes, 2006-2007)
- Octavia Spencer (VF : Martine Maximin) : Constance Grady (4 épisodes, 2007)
- Bailey Chase (VF : Patrick Borg) : Beckett « Becks » Scott (4 épisodes, 2007)
- Jayma Mays (VF : Julie Turin) : Charlie (8 épisodes, 2007-2008)
- Max Greenfield (VF : Olivier Destrez) : Nick Pepper (8 épisodes, 2007-2008)
- Lorraine Toussaint (VF : Sylvie Moreau) : Amelia « Yoga » Bluman (6 épisodes, 2007)
- Freddy Rodríguez (VF : Emmanuel Garijo) : Giovanni « Gio » Rossi (12 épisodes, 2007-2010)
- Alec Mapa (VF : Yann Le Madic) : Suzuki St. Pierre (30 épisodes, 2007-2010)
- Illeana Douglas (VF : Josiane Pinson) : Sheila (3 épisodes, 2007)
- John Cho (VF : Alexandre Nguyen) : Kenny (3 épisodes, 2007)
- David Blue (VF : Christophe Lemoine) : Cliff St. Paul (7 épisodes, 2007-2008)
- Ralph Macchio (VF : Serge Faliu) : Archie Rodriguez (11 épisodes, 2008-2009)
- Eddie Cibrian (VF : Guillaume Lebon) : Coach Tony Diaz (7 épisodes, 2008)
- Grant Bowler (VF : Nicolas Marié) : Connor Owens (17 épisodes, 2008-2010)
- Adam Rodriguez (VF : Cyrille Artaux) : Bobby Talercio (11 épisodes, 2009-2010)
- Neal Bledsoe (VF : Vincent Crouzet) : Tyler (7 épisodes, 2009-2010)
- Lauren Vélez : Elena (7 épisodes, 2009-2010)
- Christine Baranski (VF : Pascale Vital) : Victoria Hartley (3 épisodes)

Photos des acteurs récurrents
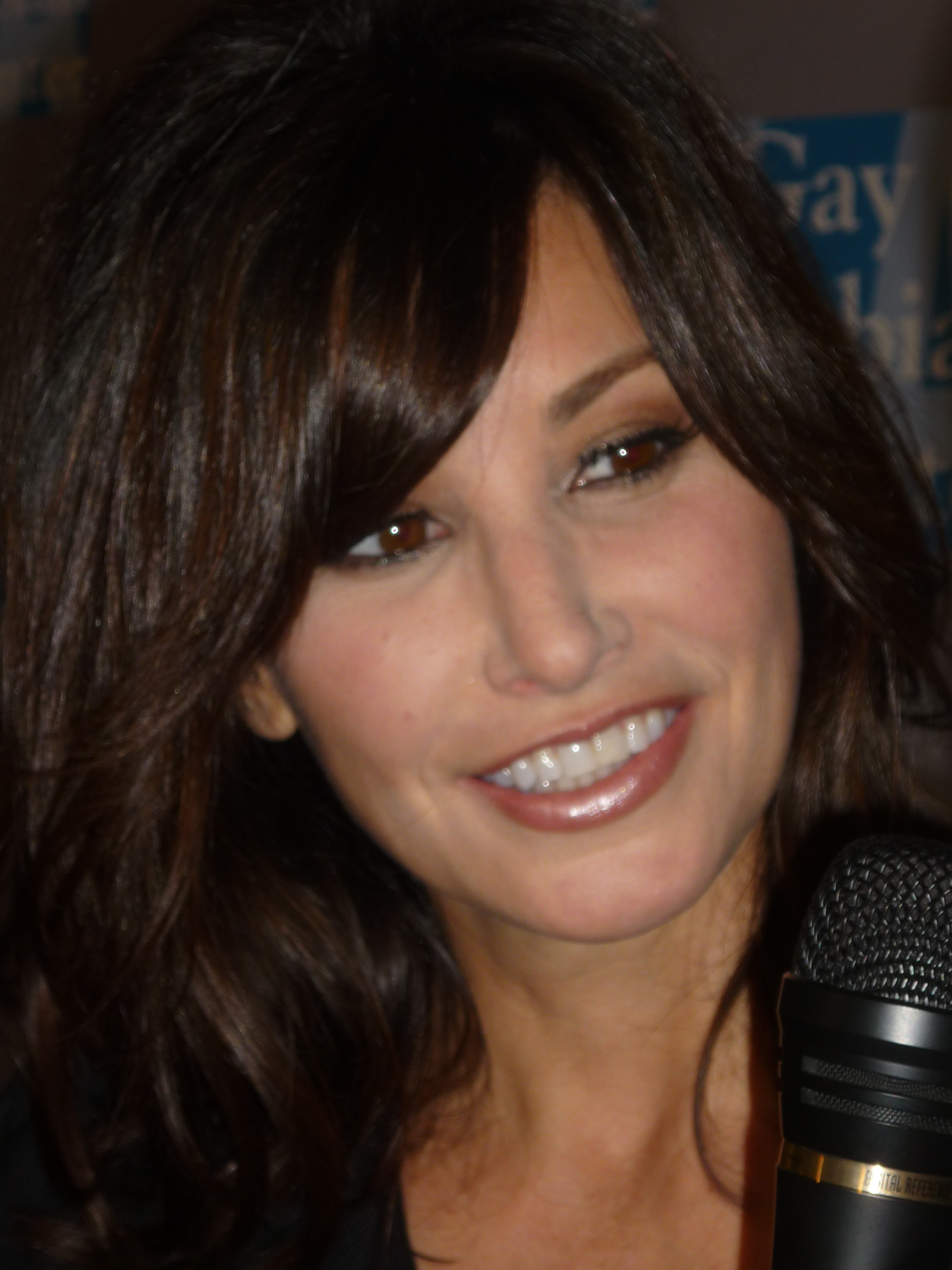
Gina Gershon interprète Fabia
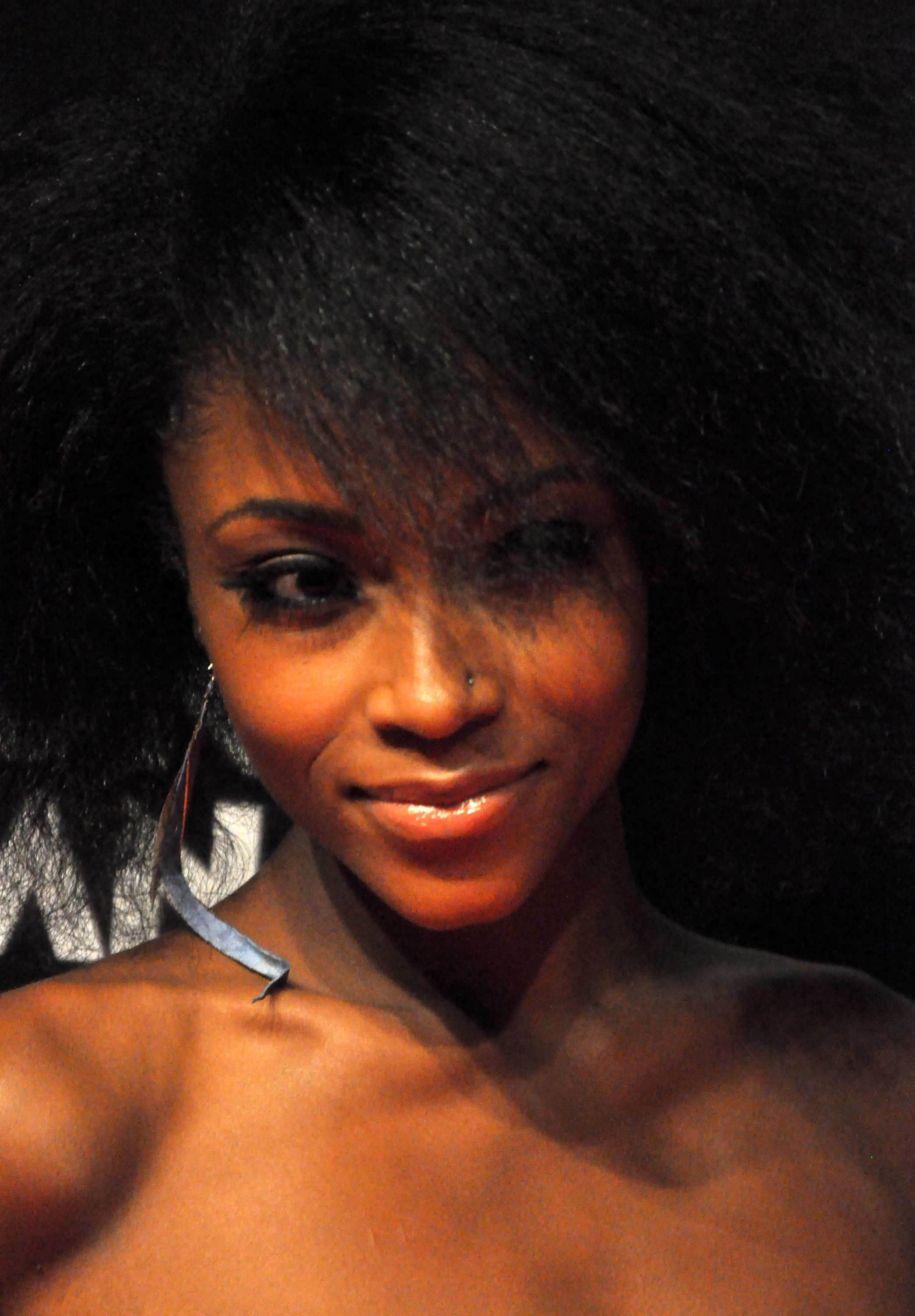
Yaya DaCosta interprète Nicole Slater
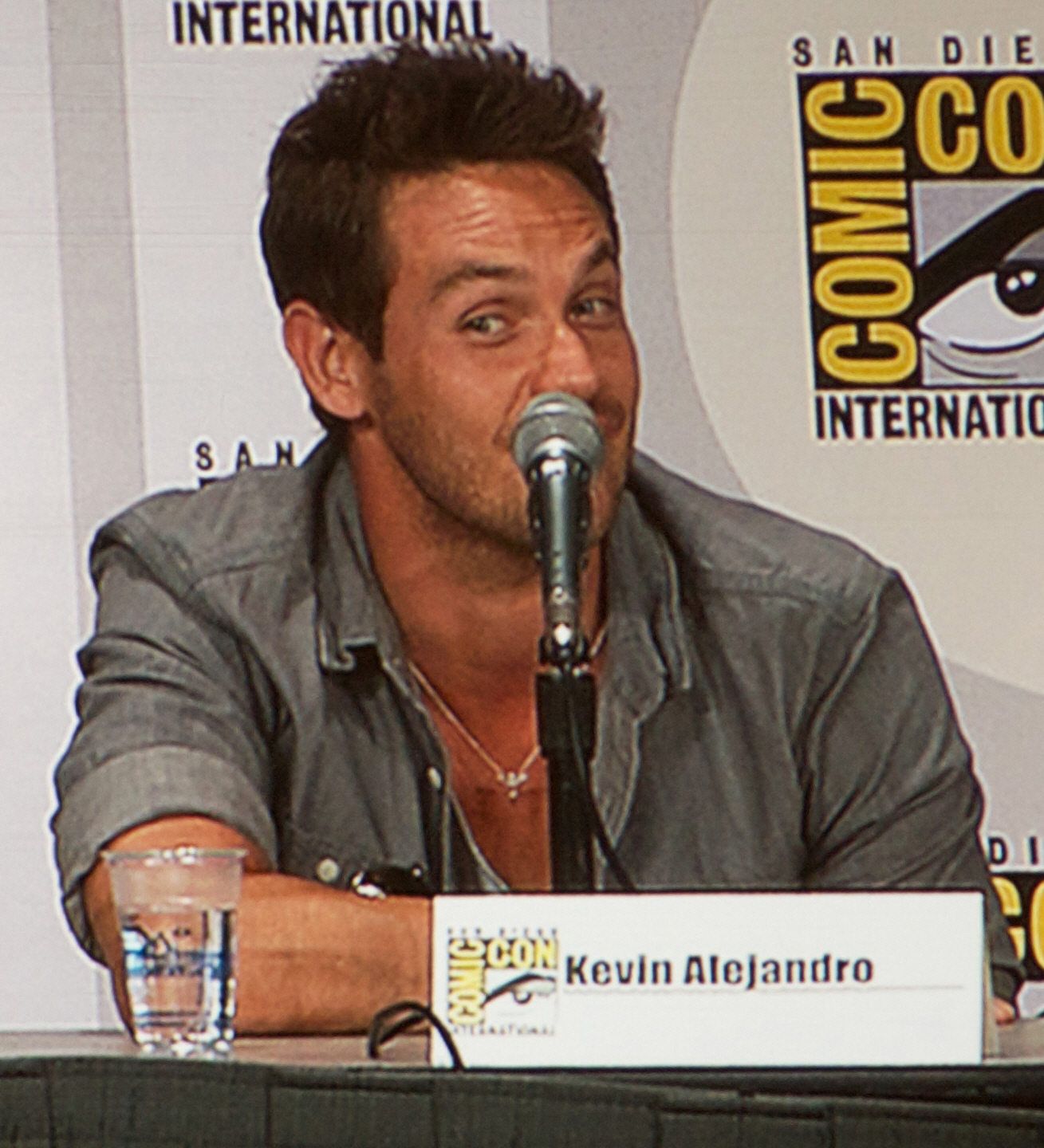
Kevin Alejandro interprète Santos Reynoso
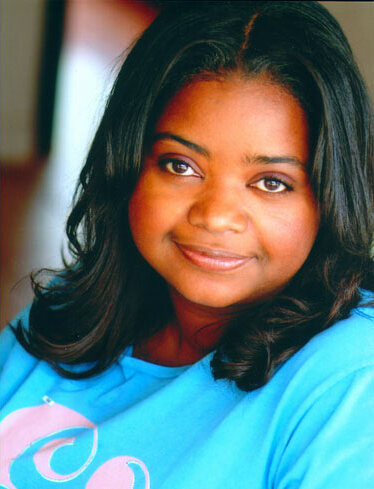
Octavia Spencer interprète Constance Grady
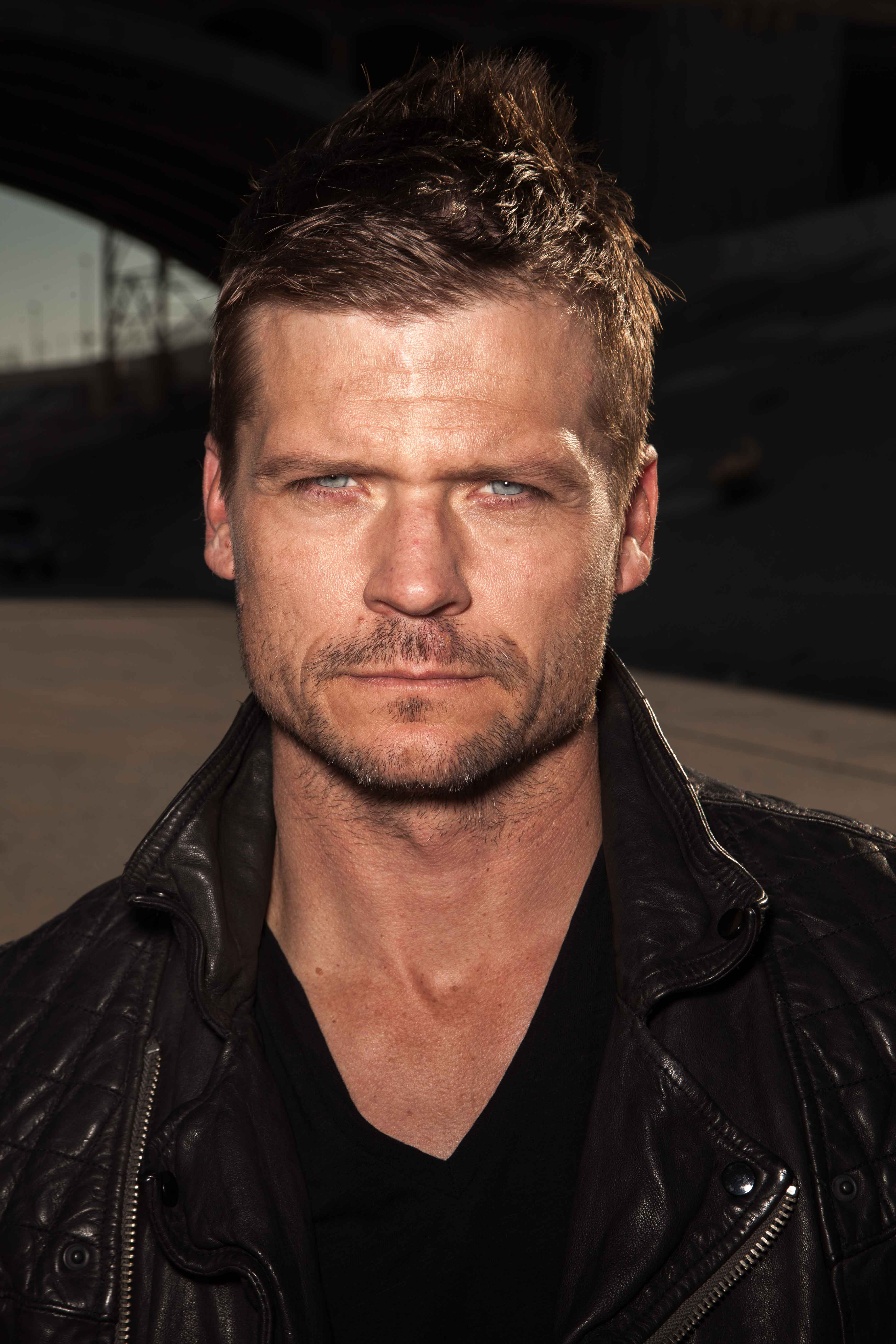
Bailey Chase interprète Beckett Scott
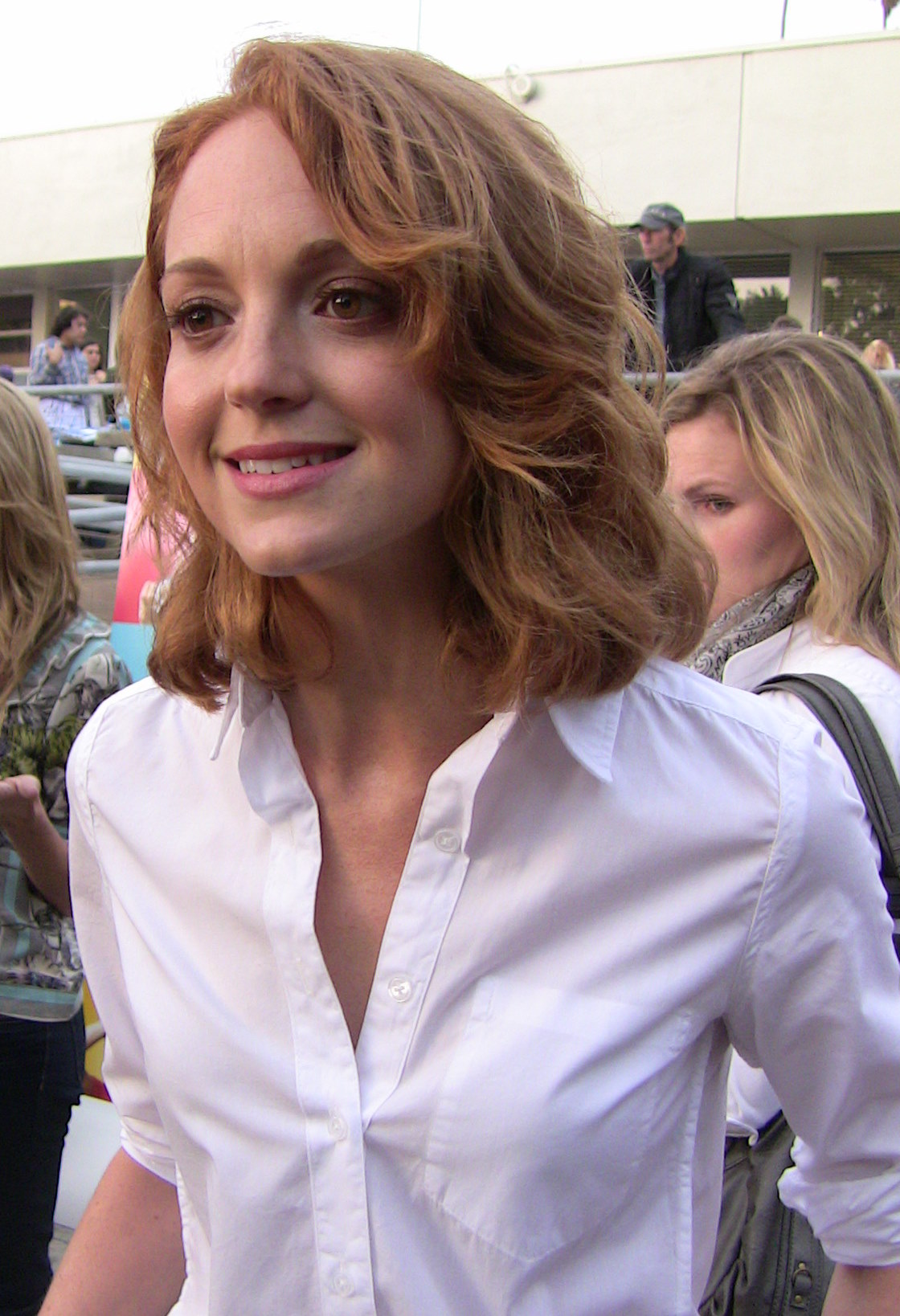
Jayma Mays Interprète Charlie
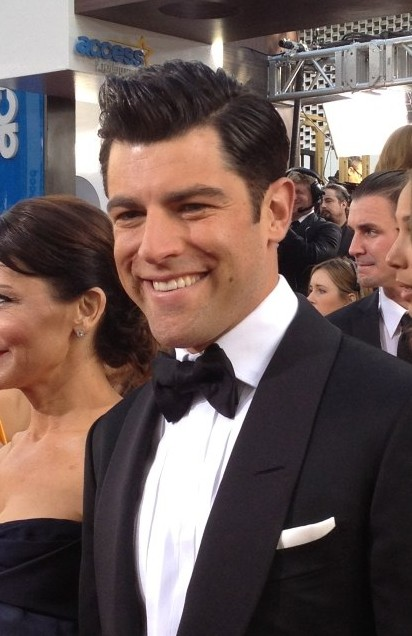
Max Greenfield interprète Nick Pepper
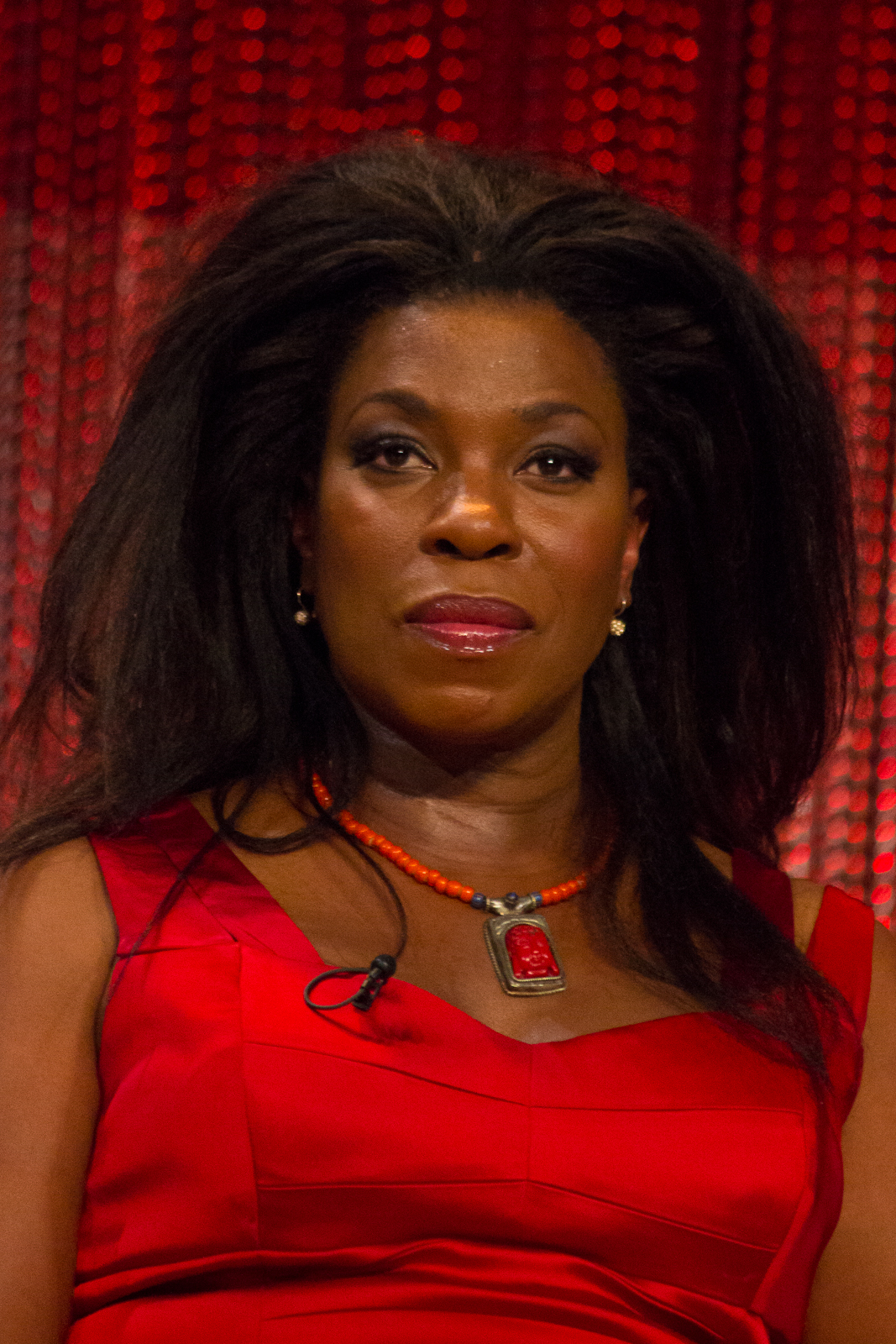
Lorraine Toussaint interprète Amelia Bulman
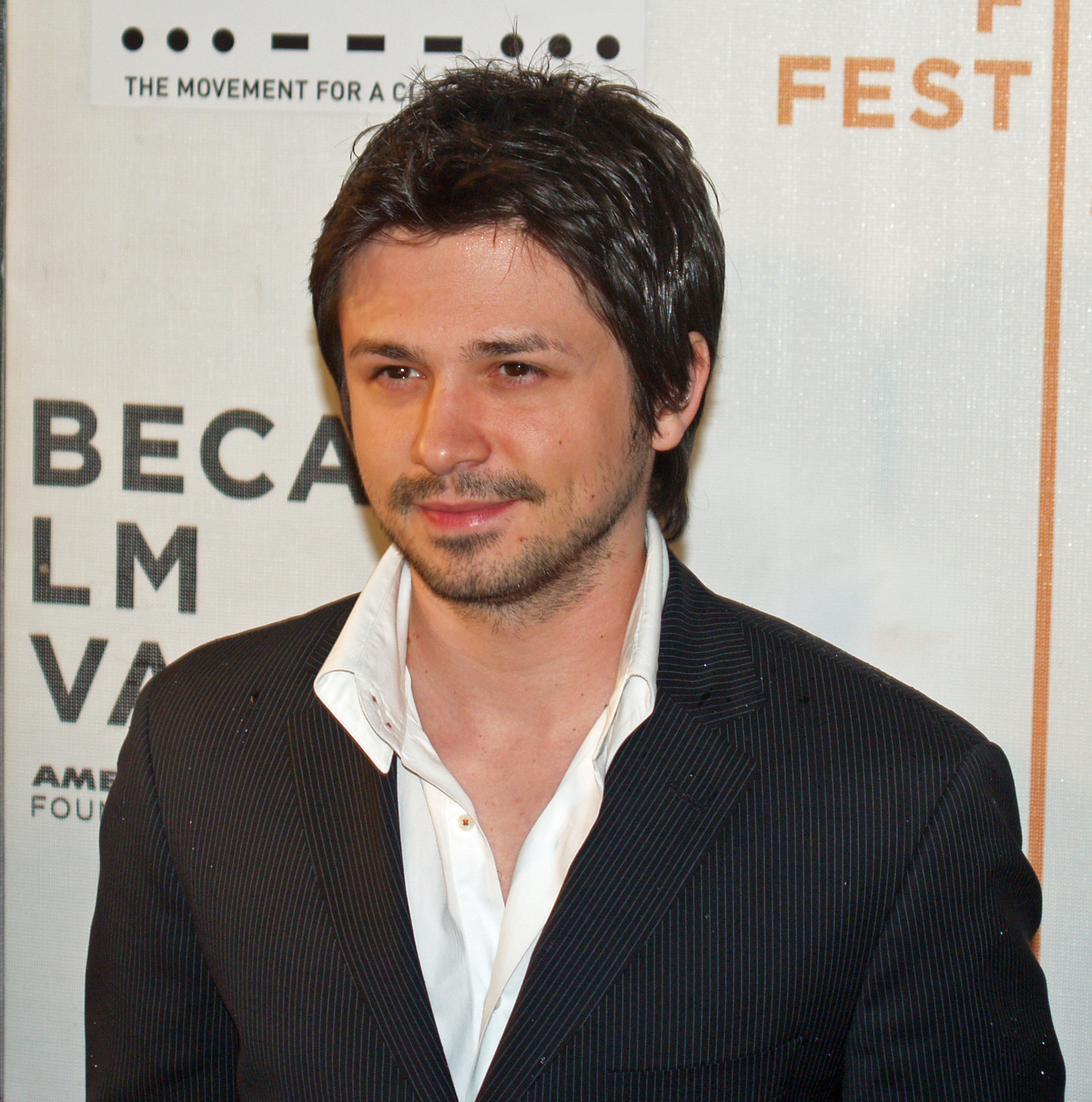
Freddy Rodríguez interprète Giovanni Rossi
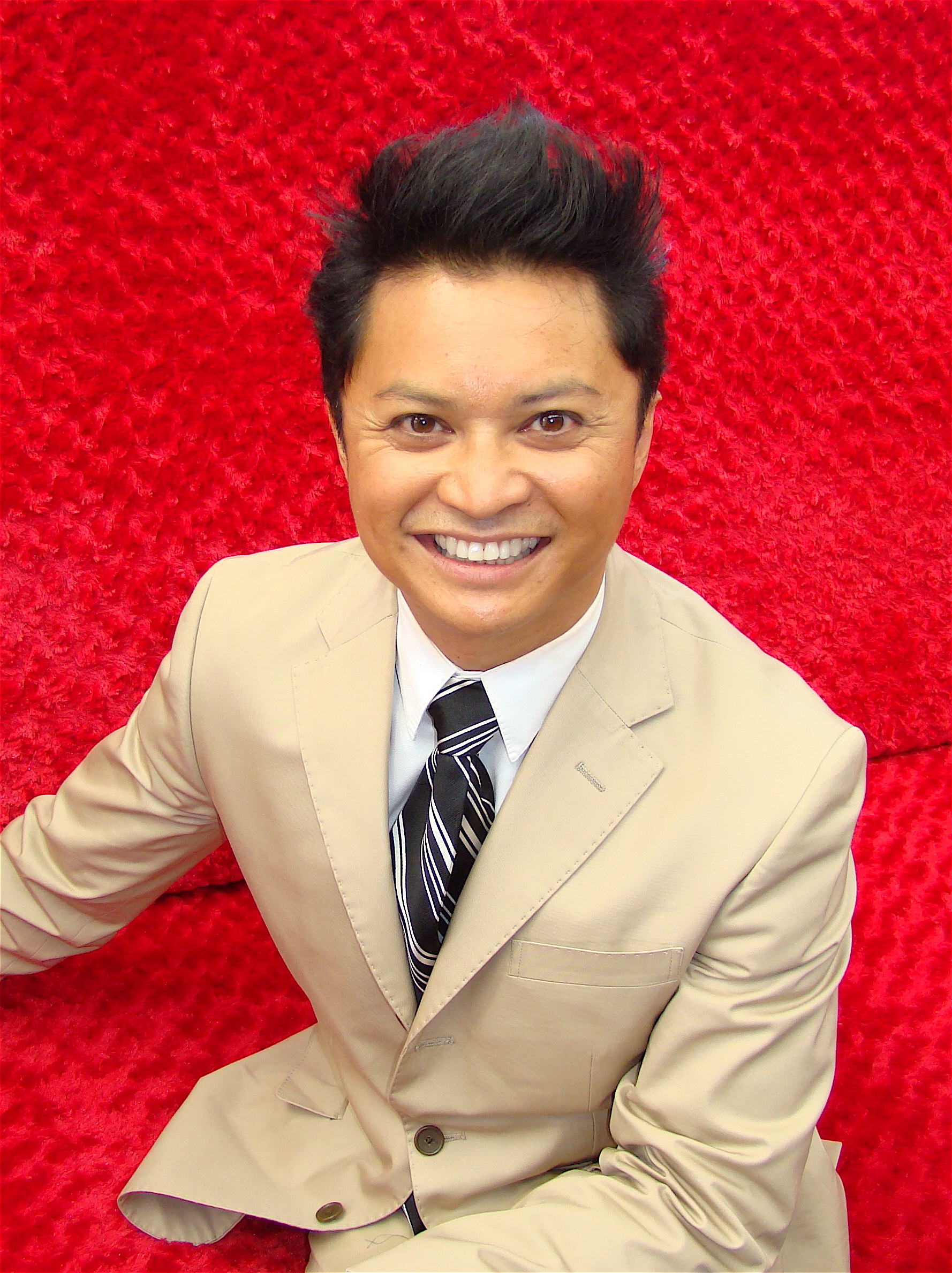
Alec Mapa interprète Suzuki St. Pierre
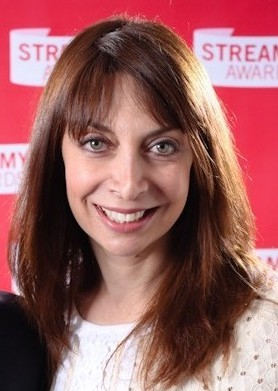
Illeana Douglas interprète Sheila
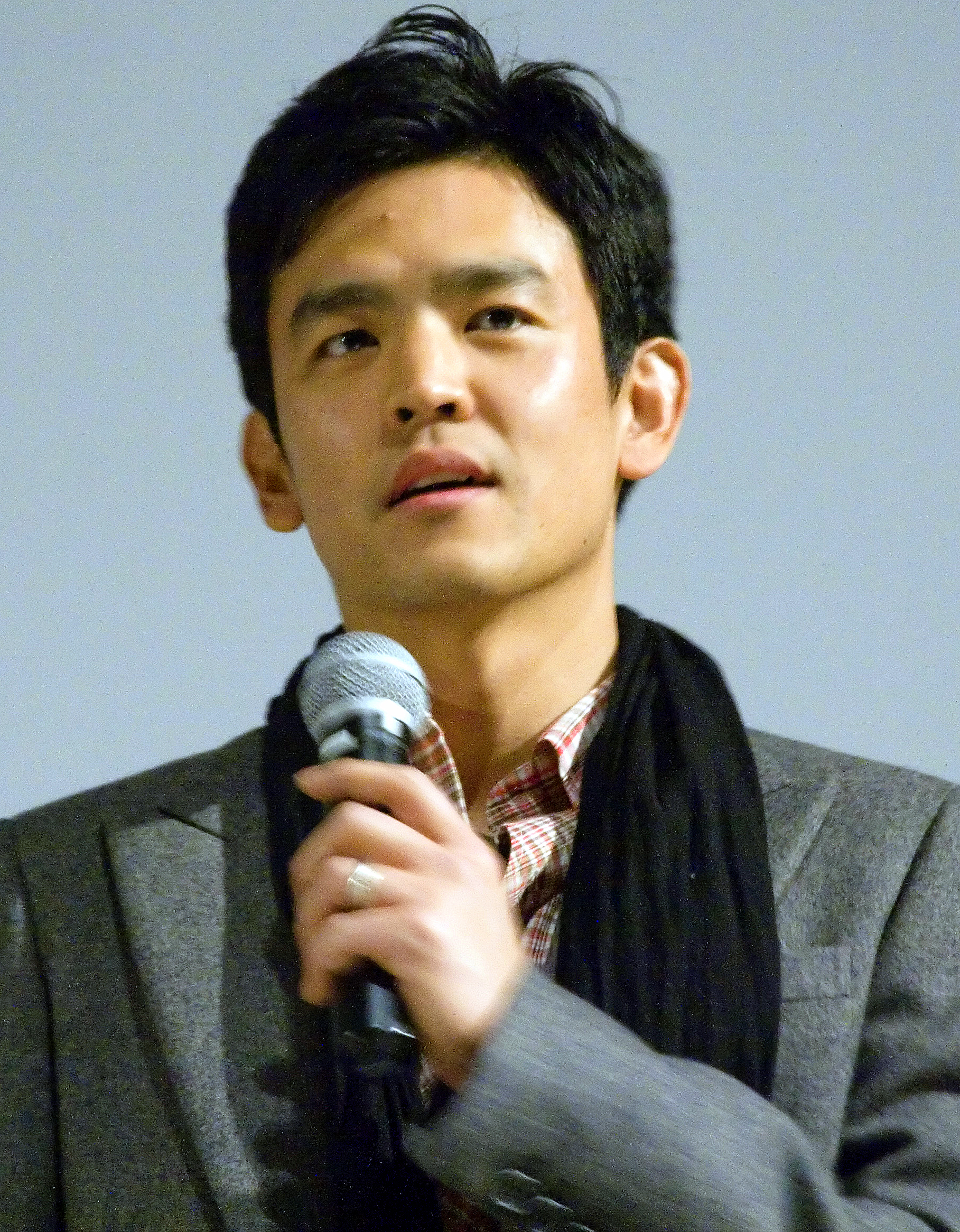
John Cho interprète Kenny
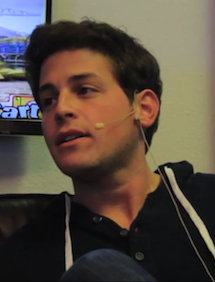
David Blue interprète Cliff St. Paul
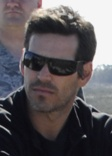
Eddie Cibrian interprète Tony Diaz
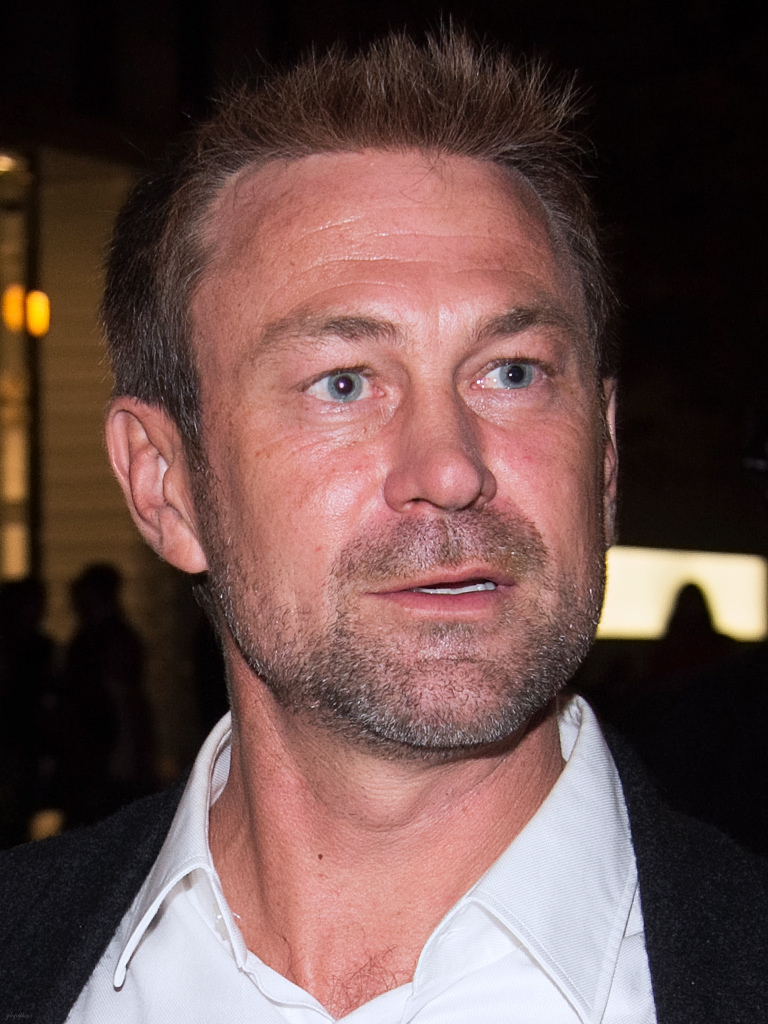
Grant Bowler interprète Connor Owens
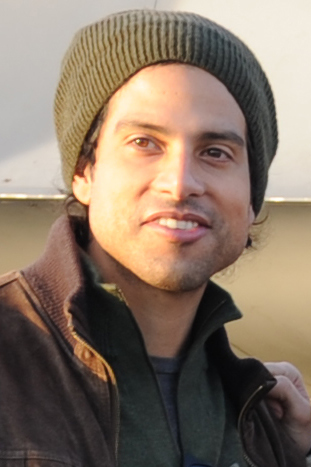
Adam Rodríguez interprète Bobby Talercio

### Invités

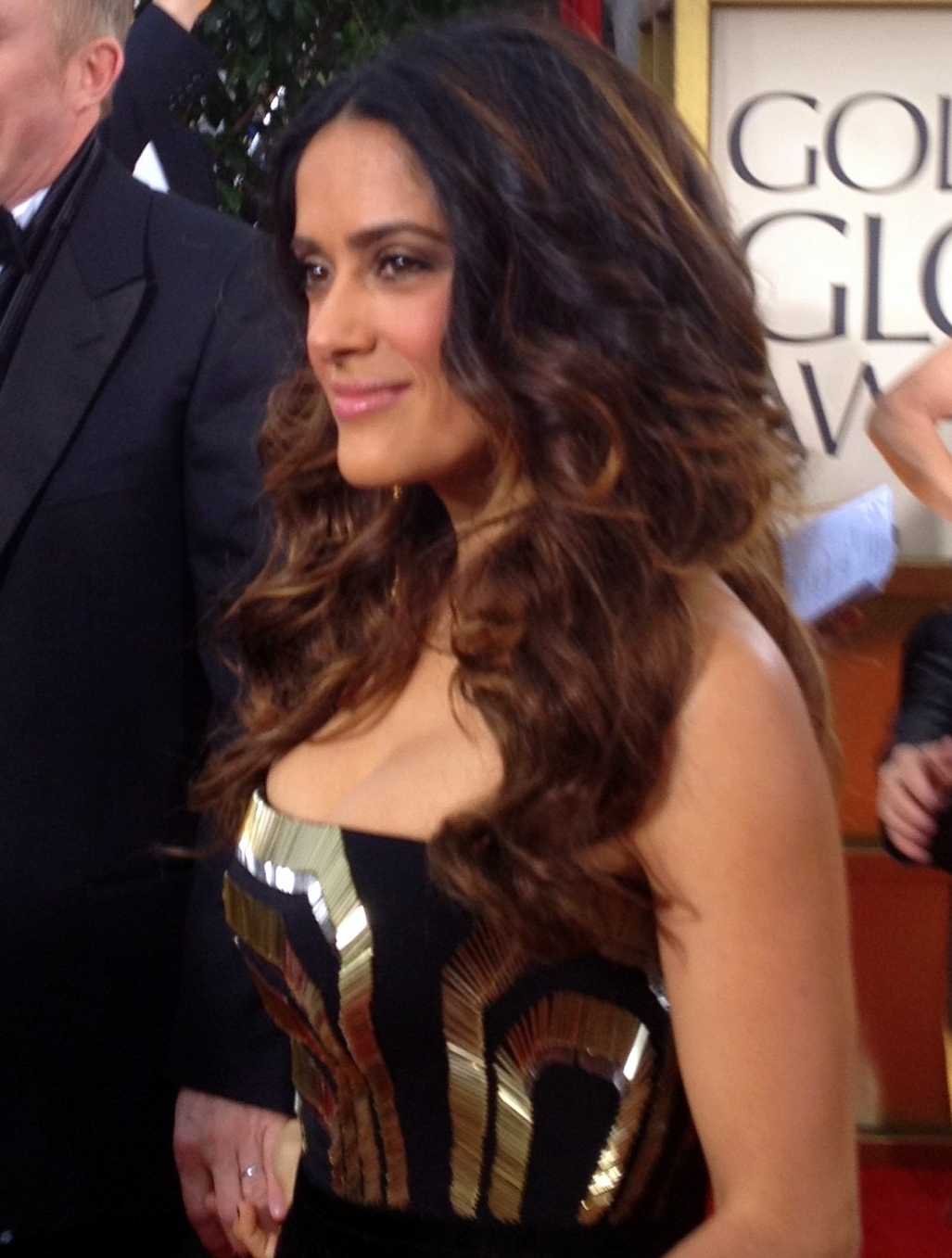
La productrice et actrice récurrente de la série, Salma Hayek, ici aux Golden Globes 2012.

- Salma Hayek (VF : Anneliese Fromont) : Sofia Reyes (saison 1, épisodes 6 à 12)
- Lucy Liu (VF : Laëtitia Godès) : Grace Chin
- Ivana Milicevic (VF : Armelle Gallaud) : Lena
- AnnaLynne McCord : Petra
- Rebecca Wisocky : Marsha Stein (saison 2, épisode 4)
- Katharine McPhee : elle-même
- Victoria Beckham : elle-même (saison 2, épisode 7)
- Eliza Dushku (VF : Barbara Delsol) : Cameron Ashlock
- Mo'Nique (VF : Maïk Darah) : l'Amanda
- Betty White : elle-même
- Bow Wow : lui-même
- Gabrielle Union (VF : Michèle Buzynski) : Rhonda « Renee » Slater (saison 2, épisodes 13, 14 et 15)
- Omarion : lui-même
- Vera Wang (VF : Yumi Fujimori) : elle-même (saison 2, épisode 7)
- Gene Simmons : lui-même
- Naomi Campbell : elle-même (saison 2, épisode 18)
- Lindsay Lohan (VF : Christine Bellier) : Kimmie Keegan (saison 2, épisode 18 et saison 3, épisodes 1, 5 et 6)
- Adriana Lima (VF : Isabelle Langlois) : elle-même (saison 3, épisode 6)
- Nikki Blonsky : Teri (saison 3, épisode 11)
- Adele : elle-même (saison 3, épisode 22)
- Billie Jean King : elle-même (saison 3, épisode 23)
- Joy Behar (coprésentatrice du célèbre Talk Show américain The View)
- Elisabeth Hasselbeck (coprésentatrice du célèbre Talk Show américain The View)
- Shakira : elle-même (saison 4, épisode 8)
- Justin Bond (en) : Manna Wintour (saison 4, épisode 13)

Version française
- - Société de doublage : Dubbing Brothers[6],[7]
  - Direction artistique : Perrette Pradier[6]
  - Adaptation des dialogues : Caroline Vandjour et Nadine Giraud[6]

Sources VF : Doublage Séries Database et RS Doublage

## Épisodes

### Résumé des saisons

#### Première saison
Au commencement, Fey Sommers rédactrice en chef du célèbre magazine Mode a disparu lors d'un accident de voiture. À la surprise générale, Bradford Meade PDG du groupe Meade Publications, a choisi son fils Daniel Meade pour prendre les rênes du magazine au lieu de Wilhelmina Slater l'actuelle directrice de la création qui a passé toute sa carrière au sein du magazine. En effet, Daniel est plus attiré par les fêtes et les jeunes femmes que par le monde de la mode et des affaires. Il accepte ce poste afin de prouver à son père qu'il est tout aussi compétent que son frère Alex Meade, décédé deux ans auparavant lors d'un accident de ski. Afin d'obtenir un emploi dans le monde de la presse, Betty Suarez une jeune femme d'origine mexicaine de 22 ans postule pour le poste d'assistante dans le magazine Mode. Mais Betty est loin d'être belle et assez bien habillée pour obtenir cet emploi. De retour dans sa maison du Queens, elle apprend que Walter, son petit copain, décide de la quitter. Le soir même, elle reçoit un coup de fil de Meade Publications qui lui informe qu'elle est engagée pour le poste qu'elle convoitait. Seulement son amie Christina, styliste au magazine, lui dit que Bradford Meade l'a choisie pour son physique désagréable, pour éviter de tenter Daniel de coucher avec son assistante et de concentrer davantage son attention au travail. Daniel compte se débarrasser d'elle mais Betty refuse de céder et subit ce qu'il lui fait endurer. Daniel finit par apprécier Betty et veut la garder. Elle se rend très utile. L'intrigue de la première saison est basée sur le meurtre de Fey Sommers et la bataille pour le pouvoir à Mode, où une femme inconnue et masquée s'apprête à entrer avec Wilhelmina comme complice. Celle-ci lui détaille tout ce qu'elle fait à Mode.
En le sauvant à plusieurs reprises des complots et des pièges tendus par Wilhelmina, Betty s'est avérée être indispensable à Daniel. Tout ceci et son physique la rendent l'employée la plus détestée de Mode. Ses pires ennemis seront Amanda Tanen, l'hôtesse d'accueil jolie et boulimique, Wilhelmina Slater et Marc St.James, son assistant gay qui se plie en quatre pour satisfaire ses besoins. Plus le temps passe, plus Betty se sent chez elle à Mode mais ses opinions sont loin d'être partagées par le reste du magazine. Les soupçons quant au meurtre de Fey Sommers restent d'actualité. Bradford l'a aperçue à plusieurs reprises mais personne n'ose le croire. Daniel va tomber amoureux de Sofia Reyes, rédactrice en chef du récent magazine féministe MYW. Après avoir longtemps résisté au jeune homme, elle va finalement tomber sous son charme... mais, en apparence seulement. En effet, elle va se servir de lui afin de publier la une de son magazine intitulé de l'aventure au mariage en 60 jours. Daniel aura donc le cœur brisé, mais va vite s'en remettre. Puis arrive la semaine de la mode, Christina veut se faire une place dans le monde des stylistes en participant à la sélection des dix stylistes, mais la concurrence va être rude et c'est Wilhelmina qui désigne les gagnants. Mais Christina conclut un pacte avec la directrice de la création. Elle fera partie des trois gagnantes mais devra déposer un paquet contenant une preuve au poste de police. Ainsi, lors du défilé, un invité de dernière minute va faire irruption. En effet, Alex Meade sort de l'ombre, mais sous les traits d'Alexis Meade, une superbe blonde qui se révèle être la fameuse femme masquée. Alex a survécu et s'est fait transformer en femme alors que Fey Sommers est bien morte. Tout de suite après, Bradford Meade est arrêté pour ce meurtre. Les indices de meurtre ont été déposés par Christina dans le paquet donné par Whilelmina. Mais Claire Meade, la femme de Bradford est la vraie meurtrière de l'ancienne rédactrice en chef du magazine Mode. Elle se rend à la police ce qui compromet les plans de Wilhelmina. Elle décide alors de tenter le tout pour le tout en essayant de séduire Bradford, même s'il lui dit qu'il ne divorcera pas de Claire. Mais les deux « amoureux » se rapprochent et c'est à ce moment-là que Wilhelmina va utiliser sa ruse. Elle va se faire agresser par Marc pour faire croire à son « bien-aimé » qu'elle a été frappée par Claire lors d'une visite en prison. Il décide alors de quitter Claire et, un beau matin, décide de demander Whilhelmina en mariage. Celle-ci accepte. Betty va conseiller à Daniel de mettre un terme à sa légère tendance à la nymphomanie. Celui-ci va se procurer de la drogue pour mettre fin à cette mauvaise habitude. Il fera finalement un malaise dans le bureau d'Alexis qui va sur le champ l'amener à un centre de désintoxication avec la voiture de son père. mais la jeune femme avait employé quelqu'un pour piéger son père et celui-ci a piégé la voiture. Daniel et Alexis sont donc victimes d'un accident de voiture.
Quant aux autres employés de Mode, ils vont aussi vivre leurs lots d'aventures. Marc va enfin déclarer son homosexualité à sa mère. Il sera aidé par Betty dans cette lourde tâche. Amanda va découvrir la pièce secrète de Fey dans laquelle elle va trouver des photos d'elle-même enfant. Elle s'aperçoit donc qu'elle est la fille de Fey Sommers mais ignore qui est son père.
Du côté sentimental, Betty apprend que son petit ami l'a quitté pour Gina Gambarro, la « mangeuse d'hommes » du quartier. Celle-ci s'est servie de lui uniquement pour avoir une réduction sur son écran plat, car Walter travaille dans un magasin d'électroménager. Après cette brève relation, le jeune homme tente de se racheter auprès de son ex. Betty accepte de lui donner une seconde chance mais elle tombe sous le charme d'Henry Grubstick, un employé du service comptabilité, gentil avec elle. Finalement, elle décide de quitter Walter au profit de son collègue. Cependant, alors que la relation progresse entre Henry et Betty, Charlie (la copine d'Henry de Tucson) débarque à New York. Après s'être bien entendues au début, les deux femmes vont se battre pour Henry. La bataille devient difficile à cause du caractère jaloux de Charlie. Tout se complique quand elle décide de quitter New York pour Tucson et annonce être enceinte d'Henry. Betty va découvrir qu'Henry n'est peut-être pas le père puisque Charlie l'avait trompé.
Tout n'est pas rose pour la famille Suarez. Ignacio se voit refuser des soins car il est clandestin. Ses filles vont l'aider pour le procès en réunissant de l'argent afin d'engager un avocat. Hilda, la sœur aînée, va faire appel à Santos, le père de Justin qui a laissé tombé son fils depuis plusieurs années. La famille Suarez aura du mal à engager un avocat, et Ignacio est contraint de rester au Mexique. La venue de Santos permet à Hilda de le fréquenter de nouveau. Après avoir longtemps caché cette relation à son entourage, la jeune femme décide de se fiancer avec Santos depuis que ce dernier passe plus de temps auprès de son fils. Dans le dernier épisode, il décide d'assister à West Side Story, le spectacle de l'école de son fils. Il s'arrête à une épicerie pour lui offrir un cadeau, mais le commerçant est victime d'un braquage. Santos sauve la vie du commerçant, mais se fait tirer dessus. Tandis qu'elle assiste au spectacle, Betty annonce la nouvelle à sa sœur, elle fond alors en larmes et la saison s'achève sur cette image.

#### Deuxième saison
Hilda prend soin avec méticulosité de Santos. Celui-ci s'en est apparemment tiré avec un simple bandage autour du ventre, mais doit rester alité. Hilda l'héberge dans sa chambre et refuse de le laisser partir. Elle lui montre sa robe de mariée et lui demande de lui lire ses vœux tout de suite, certaine qu'il ne les a pas encore écrits. Elle se trompe : Santos lui a rédigé une magnifique déclaration d'amour.
Après l'avoir lue, il lui explique qu'il lui faut partir. Hilda, craignant un autre malheur, refuse catégoriquement qu'il sorte de sa maison. Mais Santos insiste. Hilda fond en larmes. Betty entre dans sa chambre pour la consoler. On voit alors que Santos est bien mort durant le braquage, et qu'Hilda imagine qu'il est toujours là et va l'épouser.
Avec la mort de Santos dont Hilda ne se remet pas, l'exil de son père (Amérique-Mexique) qui n'en finit pas, son job à Mode qui lui provoque une tension inquiétante, Betty est au plus bas. Après l'accident dont ils ont été victimes, Daniel est sur un fauteuil roulant et Alexis est dans un profond coma. Claire Meade et Yoga ont trouvé une planque au bord de la mer d'où elles préparent leur fuite vers l'Europe. Quelques jours plus tard, Alexis se réveille, complètement amnésique, n'ayant aucun souvenir d'elle après son opération. Bradford tente de profiter de l'amnésie de sa fille, afin de se racheter auprès d'elle et pour cela décide de reporter son mariage avec Wilhelmina. La directrice de la création est quelque peu gênée par cette décision, car ça la repousse du poste de rédactrice en chef qu'elle convoite tant. Betty et Henry ont du mal à se séparer et ne plus se voir.
Lors de la cérémonie du mariage de Wilhelmina et Bradford, ce dernier fait une crise cardiaque. Wilhelmina se fait immédiatement renvoyer de chez Mode. Elle va alors monter un plan en volant le sperme de Bradford à la morgue pour pouvoir tomber enceinte de lui et être la mère du futur héritier de l'empire Meade. Mais son chirurgien lui déclare qu'elle a peu de chance de tomber enceinte et lui recommande une mère porteuse.
Entretemps Betty passe du temps avec Henry mais elle sait que ses jours avec lui sont comptés puisque Charlie est enceinte de son bébé. Elle se rapproche donc de Gio, un vendeur de sandwichs qui commence à ressentir plus que de l'amitié envers Betty. Marc aide Amanda à retrouver son père biologique, il demande l'aide d'une voyante qui lui donne une énigme. Cela va mener Amanda au chanteur Gene Simmons. Daniel et Alexis se disputent la place de leur père et après un « combat » c'est Alexis qui obtient le poste. Claire Meade est finalement libérée de prison car Betty découvre que son parfum avait été empoisonné par Fey Sommers : Elle n'était donc pas elle-même au moment du meurtre. Après cela elle décide de fonder son propre magazine. Christina voit revenir son mari Stuart gravement malade à la suite de ses problèmes d'alcool. Il est à New York pour se soigner mais un tel traitement lui coûterait 100 000 dollars. Christina accepte donc de devenir la mère porteuse de Wilhelmina pour qu'elle paye le traitement de son mari.

#### Troisième saison
Gros chambardements dans la vie de Betty et dans la vie de Mode.
Cette saison marque un fort rapprochement du duo cynique Marc/Amanda avec Betty. Bien que leurs sarcasmes légendaires ont toujours cours.
Betty décide de prendre enfin un peu d'autonomie vis-à-vis de sa famille basée dans le Queen's. Elle se trouve un appartement à Manhattan dont le loyer est si cher qu'elle s'astreint à ne s'alimenter qu'avec des soupes chinoises déshydratées. Mais Kimy, sa pire ennemie pendant ses années de lycée, vient lui réclamer un poste à Mode, qu'elle obtient directement. Toutefois, son tempérament change dès qu'elle est élevée a un rang supérieur à celui de Betty. Avec l'aide de Marc et d'Amanda qui ne la supportent plus, ils la font renvoyer en la faisant insulter Wilelmina.
Daniel qui a été renvoyé de son poste, et qui s'occupe maintenant du magazine Player, se voit attribuer un fils caché, Daniel Junior, qu'il aime très vite. Daniel retrouve finalement son poste à mode après que Wilelmina se soit fait virer à sa propre fête. Mais, à cette même soirée, Christina se fait pousser dans les escaliers et l'on découvre par la suite que c'était Alexis qui se fait embarquer mais avant avoue à sa mère que Daniel Junior n'est pas le fils de Daniel mais le sien. Daniel Junior sera finalement ramené en Italie par ses grands-parents. Betty tombe amoureuse de son voisin de palier, un musicien mais à la fête qu'elle organise un peu plus tard dans la saison, Amanda lui pique pour le quitter juste après.
Pendant ce temps, Amanda, qui jette son argent par les fenêtres, se retrouve sans toit ! Betty accepte de l'accueillir comme colocataire mais le ton monte vite entre les deux collègues-colocataires car très vite, Amanda qui est déjà endettée sur sa dizaine de cartes de crédit, ne paye plus sa part de loyer.
Betty décide de prendre sa carrière en main et s'inscrit dans une école de journalisme prestigieuse où elle fait la connaissance de Matt, qui travaille dans un journal sportif.

#### Quatrième saison

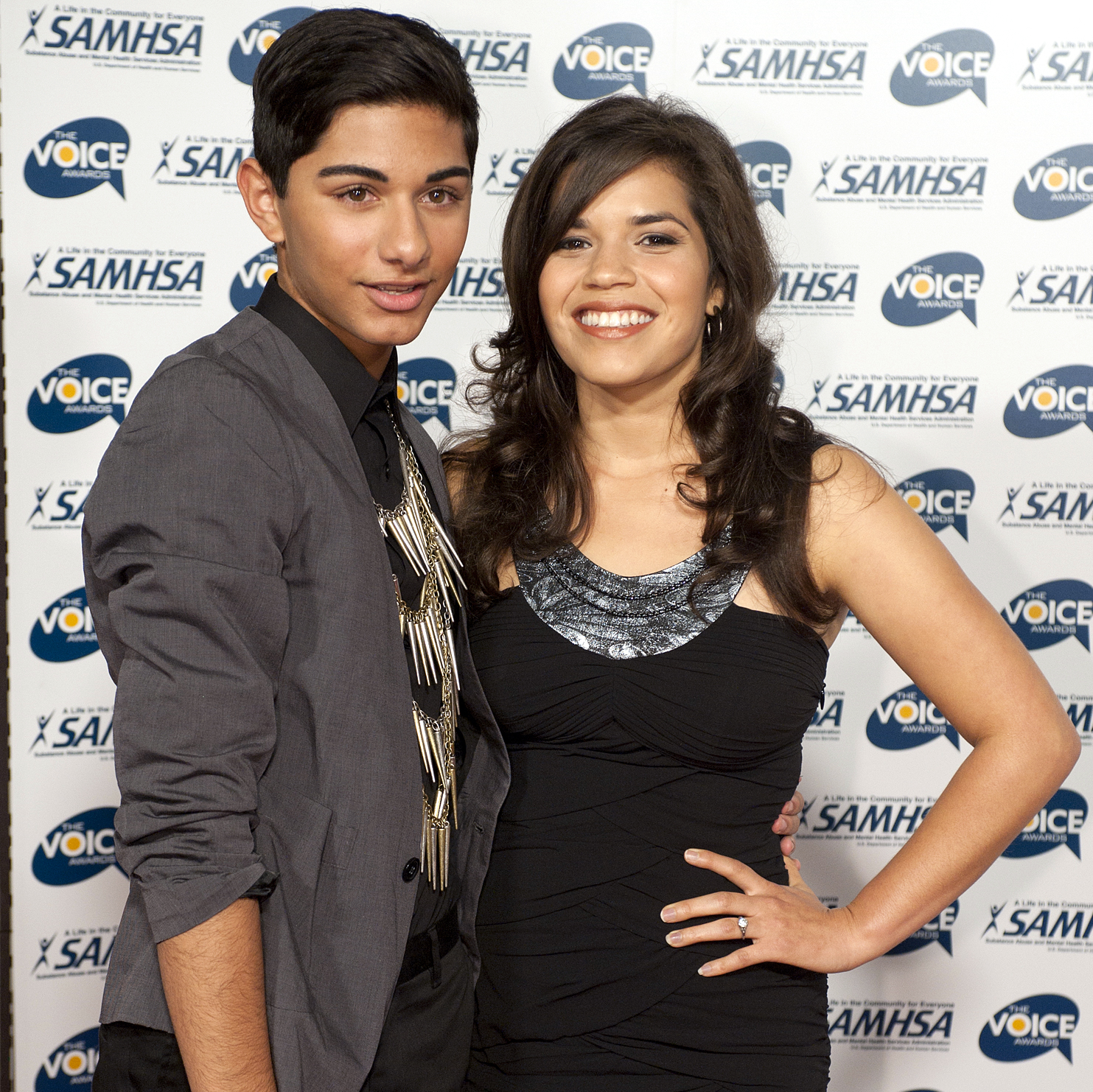
Les acteurs Mark Indelicato et America Ferrera aux Voice Awards 2010.

Betty devient rédactrice à "Mode" et a du mal à s'intégrer parmi ses nouveaux collègues. Et c'est encore plus difficile pour elle puisque Matt devient son patron et qu'elle est obligée de le voir chaque jour. Daniel sombre dans la dépression à la suite de la mort de Molly. Justin rentre au lycée et subit les moqueries de ses camarades. Nico, la fille de Wilhelmina, est de retour après avoir tué son petit copain. Sa mère va tout manœuvrer pour protéger sa fille avant de savoir que rien n'était vrai et que Nico ne faisait ça que pour l'argent. Pour vivre son deuil, Daniel rejoint un groupe de soutien qui s'avère être une secte. Amanda se demande si elle va passer sa vie en tant que réceptionniste et tombe amoureuse de Matt. Betty et Hilda se demandent si elles sont enceintes tandis que Claire tente de retrouver l'enfant qu'elle a eu avec Hartley. Hilda apprend qu'elle est enceinte de Bobby, son ex-petit copain. Amanda et son amie Helen décident de créer leur propre ligne de vêtements et le fils de Claire la retrouve. Un incendie se produit dans la maison des Suarez. Après plus de 4 ans, Betty enlève enfin son appareil dentaire. Wilhelmina réalise qu'elle mérite bien plus que "Mode" et veut s'emparer de Meade Publications. Elle se sert de Tyler, le fils de Claire, pour atteindre son but. Hilda et Bobby se marient tandis que le plus puissant éditeur de la Grande-Bretagne offre un poste à Betty : diriger un nouveau magazine ce qui implique de déménager à Londres. Elle ne sait pas comment l'annoncer à Daniel qui apprend la nouvelle après que Marc a envoyé un e-mail à tout le monde pour annoncer la nouvelle. Daniel n'est pas prêt à la laisser partir et sa mère réalise qu'il a des sentiments pour Betty. Hilda, Bobby et Justin cherchent un appartement à New York. Halston, le chien d'Amanda meurt tandis que cette dernière retrouve enfin son père biologique. Daniel démissionne donc Wilhelmina devient la seule rédactrice en chef et nomme Marc directeur artistique. La relation de Justin avec Austin est révélée et sa famille réagit très bien. Betty part enfin pour Londres, Wilhelmina et Marc dirigent "Mode", Hilda et sa nouvelle famille emménagent à Manhattan. Daniel reprend sa carrière de zéro et rejoint Betty à Londres. Tout est bien qui finit bien !

## Récompenses
- 2007: Golden Globe Award : Meilleure série télévisée musicale ou comique
- 2007: Golden Globe Award : Meilleure actrice dans une série télévisée musicale ou comique pour America Ferrera
- 2007: Screen Actors Guild Awards : Meilleure actrice dans une série comique pour America Ferrera
- 2007: WGA Awards : Meilleure nouvelle série
- 2007: Teen Choice Awards : Meilleur méchant dans une serie pour Vanessa Williams
- 2007: Teen Choice Awards : Révélation de l'année dans une serie pour America Ferrera
- 2007: Teen Choice Awards : Meilleur nouvelle série de l'année
- 2007: Emmy Awards : Meilleure actrice dans une serie comique pour America Ferrera
- 2007: Writers Guild Of America Awards : Meilleur nouvelle série
- 2007: Directors Guild Of America Awards : Meilleur réalisateur pour une série comique pour Richard Shepard